# Apollonios von Tyana

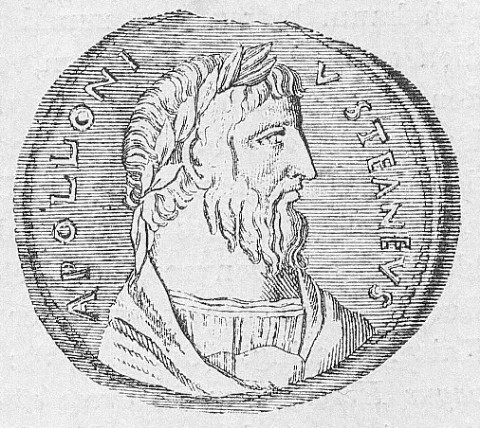
Apollonios von Tyana auf einem spätantiken Kontorniaten

Apollonios von Tyana (altgriechisch Ἀπολλώνιος ὁ Τυανεύς Apollṓnios ho Tyaneús, lateinisch Apollonius Tyan(a)eus; * um 40; † um 120 wohl in Ephesos; früher wurde als Lebenszeit vermutet: von ca. 3 v. Chr. bis ca. 97 n. Chr.) war ein antiker griechischer Philosoph. Er stammte aus der Stadt Tyana in Kappadokien und verbrachte sein Leben umherziehend und lehrend im Osten des Römischen Reichs. Da er sich zum Vorbild und zur Lehre des Pythagoras bekannte, wird er zu den Neupythagoreern gezählt.
Seine offenbar außergewöhnliche Persönlichkeit und seine als mustergültig betrachtete philosophische Lebensweise beeindruckten seine Zeitgenossen und hatten eine breite Nachwirkung. Um sein Leben und Wirken rankten sich zahlreiche Legenden. Die umfangreiche Apollonios-Biographie des Philostratos (in lateinischer Ausgabe Vita Apollonii), die einen großen Teil der Erzählungen versammelt und den Philosophen verherrlicht, bietet eine Fülle von legendenhaftem Material. Sie stellt zwar eine zentrale Quelle für die antike Apollonios-Rezeption dar, ist aber für die historische Gestalt weit weniger ergiebig. Nur ein kleiner Teil der überlieferten biographischen Angaben und Lehrinhalte kann als gesichert gelten.
Einen großen Teil der antiken Apollonioslegende machen die zahlreichen Berichte über Wundertaten aus, die der wandernde Weise vollbracht haben soll. Schon in der Antike wurden dabei Parallelen zu den Berichten über Jesus von Nazareth und dessen Wunder beobachtet und für polemische Vergleiche genutzt: Christen und Nichtchristen stellten ihren jeweiligen Helden als überlegen dar. Auch in der Frühen Neuzeit wurde Apollonios oft als pagane Gegenfigur oder Parallelgestalt und Alternative zu Jesus Christus wahrgenommen und unter diesem Gesichtspunkt beurteilt. Die moderne Forschung hat zum einen hinsichtlich der historischen Gestalt Quellenkritik betrieben, zum anderen die Legendenbildung und die Instrumentalisierung des Philosophen in religiösen Konflikten eingehend untersucht.

## Der historische Apollonios

#### Werke des Apollonios
Die Apollonios zugeschriebenen Werke sind teils nicht erhalten, teils in ihrer Echtheit umstritten oder sicher unecht. Zu den Schriften, die als möglicherweise authentisch in Betracht kommen, zählen in erster Linie Briefe, eine verlorene Biographie des Pythagoras und die wahrscheinlich echte oder zumindest im Umfeld des Apollonios entstandene Schrift Über die Opferbräuche, von der nur ein Bruchstück erhalten ist.
Philostratos, Johannes Stobaios und eine separate Briefsammlung überliefern zahlreiche angeblich von Apollonios verfasste oder an ihn gerichtete Briefe. Manche davon sind vollständig wiedergegeben, andere nur auszugsweise oder als Paraphrase. Offenbar wurden bereits im 2. Jahrhundert Briefe gesammelt, die zum Teil fingiert waren. Inwieweit sich unter den erhaltenen Briefen echtes Material befindet, ist schwer zu beurteilen. Vermutlich hat Philostratos einen erheblichen Teil der Briefe, die er anführt, selbst verfasst; bei anderen handelt es sich um ältere fiktive Schreiben, auf die er zurückgriff.
Die Neuplatoniker Porphyrios und Iamblichos hatten anscheinend noch Zugang zu der heute verlorenen Pythagoras-Biographie; sie beriefen sich auf dieses Werk. In der Suda, einer mittelalterlichen byzantinischen Enzyklopädie, wird ein Leben des Pythagoras unter den Schriften des Apollonios von Tyana angeführt. Der von Porphyrios und Iamblichos erwähnte Apollonios wird traditionell mit dem Tyaneer gleichgesetzt, doch hat Peter Gorman 1985 dagegen Einwände erhoben, und seither mehren sich die Stimmen der Zweifler. Gregor Staab lehnt die Zuschreibung an den Tyaneer ab. Er führt den Suda-Eintrag auf eine Verwechslung zurück und vermutet, der Verfasser der Lebensbeschreibung sei der hellenistische Gelehrte Apollonios Molon.

#### Sonstige Quellen
Die weitaus ausführlichste Quelle ist eine umfangreiche, acht Bücher umfassende Lebensbeschreibung des Apollonios (Ta es ton Tyanéa Apollṓnion, lateinisch Vita Apollonii), die der Sophist Flavius Philostratos in griechischer Sprache verfasste und im Zeitraum zwischen 217 und 238 abschloss. Philostratos schrieb im Auftrag der römischen Kaiserinwitwe Julia Domna († 217). Er konnte ihr aber das Ergebnis seiner Bemühungen nicht vorlegen, da sie bereits verstorben war, als er seine Arbeit vollendete. Seine Schilderung hat das Bild des Apollonios bis in die Gegenwart geprägt. Er verwertete Material aus älteren, heute verlorenen Schriften und versuchte den Eindruck von Gewissenhaftigkeit, Zuverlässigkeit und großer Sachkenntnis zu erwecken. Sehr wichtig war ihm aber auch die literarische Gestaltung; er legte die Biographie romanhaft an und schmückte sie mit einer Fülle von Wundergeschichten aus. Daher und wegen zahlreicher Unstimmigkeiten hat die moderne Quellenkritik seiner Darstellung in vielerlei Hinsicht die Glaubwürdigkeit abgesprochen. Seine Unzuverlässigkeit zeigt sich unter anderem bei falschen Angaben zur Chronologie.
Philostratos behauptete, seine Apollonios-Biographie sei in erster Linie eine Überarbeitung eines älteren Werks, der Aufzeichnungen (hypomnḗmata) des Damis. Damis sei ein Schüler des Apollonios gewesen, er habe seinen Lehrer auf dessen Reisen begleitet und als Augenzeuge die Ereignisse und die Äußerungen des Philosophen schriftlich festgehalten. Ein Verwandter des Damis habe Julia Domna die Aufzeichnungen des Philosophenschülers vorgelegt. Diese habe sich eine gefälligere Behandlung des Stoffs gewünscht, denn Damis sei zwar ein gewissenhafter Berichterstatter, aber kein guter Schriftsteller gewesen. Daher habe sie ihn, Philostratos, beauftragt, auf der Basis von Damis’ Angaben eine Biographie zu schreiben, die auch in stilistischer Hinsicht befriedigen könne.
Diese Ausführungen des Philostratos sind von der modernen Forschung einer fundamentalen Kritik unterzogen worden. Dabei hat sich herausgestellt, dass das „Tagebuch des Damis“ eine literarische Fiktion ist. Authentische Aufzeichnungen eines Apollonios-Schülers namens Damis hat es sicher nie gegeben. Entweder hat Philostratos das Tagebuch frei erfunden oder es handelt sich um eine von ihm benutzte Schrift eines unbekannten Autors, der sich als Schüler des Apollonios ausgab. Zugunsten der letzteren Hypothese wird geltend gemacht, Philostratos habe es nicht wagen können, sich auf die Kaiserin zu berufen, um einer erfundenen Quelle Glaubwürdigkeit zu verleihen. Ein weiteres, gewichtigeres Argument lautet, es habe Philostratos Verlegenheit bereitet, dass die von ihm wiedergegebene Darstellung des Pseudo-Damis ein aus seiner Sicht unerwünschtes Bild seines Protagonisten zeichne. Dies sei unverständlich, wenn man annehme, dass er seine Quelle selbst erdichtet habe. Es könne sich zwar bei dieser Diskrepanz um eine raffinierte Finte zwecks Erhöhung der eigenen Glaubwürdigkeit handeln, doch sei ein solches Vorgehen in der antiken Literatur beispiellos.
Zu den heute verlorenen älteren Hauptquellen zählt anscheinend ein Werk, das Maximos von Aigeai, ein Sekretär Kaiser Hadrians, in der ersten Hälfte des 2. Jahrhunderts verfasste. Es behandelte, wie Philostratos mitteilt, die Taten des Apollonios in der Stadt Aigeai (Aigai) in Kilikien. Ob es sich bei dieser Schrift um eine reale oder um eine von Philostratos erfundene Quelle handelt, ist in der Forschung umstritten. Heute wird überwiegend die Auffassung vertreten, dass Maximos tatsächlich unter Hadrian gelebt und das ihm zugeschriebene Werk geschrieben hat und dass Philostratos zu dieser Quelle Zugang hatte. Die Zweifel sind jedoch nicht völlig ausgeräumt.
Ebenfalls nicht erhalten sind die vier Bücher der Apollonios-Biographie des Moiragenes (Erinnerungen an den Magier und Philosophen Apollonios von Tyana), die sicher existiert hat, da sie außer bei Philostratos auch bei dem Kirchenschriftsteller Origenes bezeugt ist. Über diese Lebensbeschreibung äußerte sich Philostratos abfällig. Er meinte, Moiragenes sei nicht glaubwürdig, denn er sei schlecht informiert gewesen. Als sicher gilt in der Forschung, dass Moiragenes ein positives Bild von Apollonios und seinen Taten vermittelte. Vermutlich hat Philostratos den Unterschied zwischen Moiragenes und ihm selbst aus Konkurrenzgründen überzeichnet.
Die älteste überlieferte Bezeugung des Apollonios stammt aus dem späten 2. Jahrhundert; es ist eine Erwähnung bei Lukian von Samosata. Aus dessen Angaben wird erschlossen, dass Apollonios Gefährten und Schüler hatte, die nach seinem Tod die Tradition fortsetzten. Lukian berichtet von einem solchen Schüler, der seinerseits Unterricht erteilte.

### Leben
Nach heutigem Forschungsstand wurde Apollonios um 40 geboren und starb um 120. Diese Datierung löst die ältere ab, der zufolge Apollonios von ca. 3 v. Chr. bis ca. 97 n. Chr. lebte.
Philostratos schildert Apollonios als umherziehenden Prediger und Wundertäter, der in Italien, Spanien und Äthiopien tätig gewesen sei, in Rom dem Kaiser Domitian furchtlos entgegengetreten sei und bis nach Babylon, Arabien und Indien gekommen sei. Dass Apollonios ein Wanderphilosoph war, trifft zu, doch die Fernreisen sind erfunden. Aller Wahrscheinlichkeit nach hat Apollonios den Osten des Römischen Reiches nie verlassen. Die Städte, in denen er sich aufhielt, waren Ephesos, Aigeai, Antiocheia und seine Heimatstadt Tyana. Vermutlich starb er in Ephesos.

### Lehren
Von den legendenhaft ausgeschmückten Angaben der Quellen lässt sich nur Weniges plausibel mit der historischen Gestalt des Apollonios und seinen authentischen Lehren in Zusammenhang bringen. Sicher ist, dass er Pythagoras verehrte, sich zum neupythagoreischen Weisheitsideal bekannte und auf eine entsprechende Lebenspraxis großen Wert legte. Glaubwürdig sind die Berichte, wonach er gemäß der pythagoreischen Tradition gegen Tieropfer auftrat und sich vegetarisch ernährte; er soll auch Kleidung aus tierischem Material abgelehnt haben. Einen Einblick in seine theologische Denkweise gewährt ein Fragment aus der verlorenen Schrift über Opferbräuche (Peri thysiōn), die wahrscheinlich von ihm oder in seinem Umfeld verfasst wurde und seine authentische Auffassung darlegte. Der Verfasser bezeichnet Gott als das schönste Wesen, das durch Gebete und Opfer nicht beeinflussbar und an Verehrung durch die Menschen nicht interessiert sei, aber auf geistigem Wege erreicht werden könne. Gott sei Nous (Geist, Intellekt) und daher dem menschlichen Geist zugänglich.
Weiteren Aufschluss bietet der 58. Brief, der vermutlich von dem historischen Apollonios oder aus seinem Umfeld stammt. Der Empfänger des Briefs ist ein Valerius, wahrscheinlich Decimus Valerius Asiaticus Saturninus, der Prokonsul der Provinz Asia war. Valerius ist nach dem Tod seines Sohnes in Verzweiflung verfallen. In dem stark von mittelplatonischem Gedankengut geprägten Trostbrief wird ihm erklärt, die Geburt sei nur ein Übergang aus dem Bereich des reinen Wesens (ousía) in den Bereich der Natur (phýsis), der Tod ein Übergang in umgekehrter Richtung. Nichts trete in die Existenz oder gehe zugrunde, sondern es gebe nur einen Wechsel von Sichtbarwerden und Unsichtbarwerden. Wenn etwas sei, so sei es unentstanden und unvergänglich. So werde auch ein Kind nicht von seinen Eltern erzeugt, sondern die Eltern seien nur ein Mittel, das erforderlich sei, damit es auf die Welt komme. Der Tod sei nur eine Änderung des Aufenthaltsorts. Daher solle er nicht beklagt, sondern geehrt werden. Nach einem Todesfall solle nicht das Verstreichen der Zeit, sondern die Vernunft bewirken, dass der Gemütszustand der Hinterbliebenen sich bessere. Es sei eines guten Menschen unwürdig, den Schmerz von der Zeit lindern zu lassen, denn auch das Leid der Schlechten vergehe mit der Zeit. Vielmehr komme es darauf an, dass man seine Einstellung zum Tod ändere. Wer als Amtsträger über Befehlsgewalt verfüge, solle zuerst lernen, sich selbst zu beherrschen. Wenn er dazu nicht in der Lage sei, könne er nicht einmal seinen eigenen Haushalt lenken, geschweige denn Städte und Provinzen.

## Antike Ikonographie

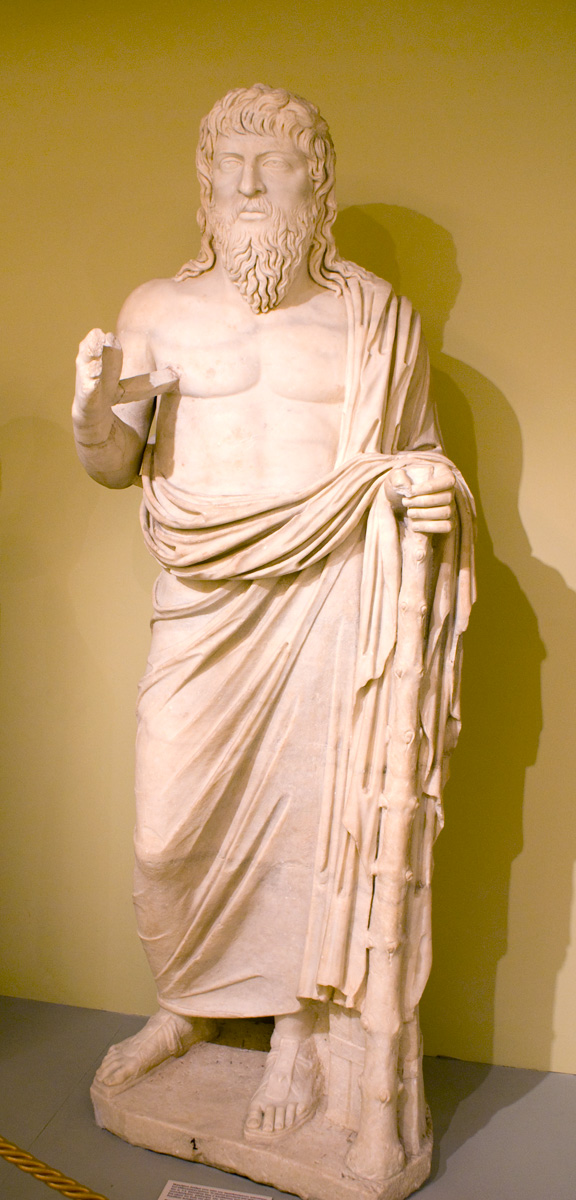
Statue eines wandernden Philosophen, mutmaßlich Apollonios, 2. Jahrhundert, Archäologisches Museum, Heraklion

Philostratos erwähnt Bildnisse des Philosophen, die sich zu seiner Zeit in einem Apollonios-Heiligtum in Tyana befunden hätten.
In Gortyn auf Kreta wurde eine gut erhaltene, im 2. Jahrhundert entstandene Statue eines asketischen Wanderphilosophen ausgegraben, die sich heute im Archäologischen Museum von Heraklion befindet. Früher glaubte man zu Unrecht, es handle sich um ein Bildnis des Vorsokratikers Heraklit. Eine genauere Untersuchung hat ergeben, dass der Dargestellte ein wandernder und lehrender Philosoph ist, und zwar kein ungebildeter und ungepflegter Kyniker, sondern – wie sein Bündel von Buchrollen zeigt – ein Gelehrter. Die Verbindung von Wanderleben – worauf der keulenartige Stock deutet –, Askese (er trägt kein Untergewand), gepflegtem Äußeren und Gelehrsamkeit passt gut zu Apollonios. Es ist daher anzunehmen, dass der Philosoph von Gortyn entweder Apollonios selbst oder ein charismatischer Wanderlehrer seiner Art ist.
Wohl im frühen 3. Jahrhundert ist eine Statue entstanden, deren oberer Teil erhalten ist. Der Beschriftung zufolge handelt es sich um Apollonios, daher galt dieser in der älteren Forschung als der Dargestellte. Das Stück befand sich 1972 in Mailand im Besitz eines Kunsthändlers. Da die Beschriftung aber von einem neuzeitlichen Gelehrten stammt, fällt die Begründung für die Identifizierung mit Apollonios weg. Der Kopf eines anhand der Beschriftung bestimmbaren spätantiken Schildporträts des Apollonios aus Aphrodisias in Karien ist verloren, nur ein Teil des Gewandes ist erhalten geblieben.
In der Spätantike wurden Kontorniaten (Medaillons) geprägt, auf denen berühmte Persönlichkeiten aus der griechischen und römischen Kulturgeschichte abgebildet sind. Diese in der damaligen Bildungselite geschätzten Prägungen wurden wohl im Milieu traditionsbewusster paganer Senatoren initiiert. Auf einem in großer Anzahl verbreiteten, um 395 geprägten Kontorniaten ist laut der lateinischen Umschrift Apollonios dargestellt. Er trägt einen Lorbeerkranz.
Der Verfasser der spätantiken Historia Augusta berichtet von einer Vision des Kaisers Aurelian, dem Apollonios im Jahr 272 erschienen sei „in der Gestalt, in der man ihn (auf Bildnissen) sieht“. Der Kaiser habe den Philosophen erkannt, da ihm dessen Gesichtszüge von Porträts in vielen Tempeln her vertraut gewesen seien. Daraus ist ersichtlich, dass zur Entstehungszeit dieser Quelle Bildnisse des Apollonios verbreitet waren und dass es einen allgemein bekannten ikonographischen Typus gab.

## Rezeption
Zu seinen Lebzeiten scheint Apollonios außerhalb der Stätten seines Lebens und Wirkens wenig bekannt gewesen zu sein. Kein zeitgenössischer Geschichtsschreiber oder Philosoph erwähnt seinen Namen. Die literarische Beschäftigung mit ihm setzte – soweit erkennbar – in den Jahrzehnten nach seinem Tode ein, die volkstümliche Legendenbildung erreichte ihren Höhepunkt erst in der Spätantike.

### 2. und 3. Jahrhundert

#### Wundergeschichten
Aus der Dauerhaftigkeit von Apollonios’ Ruhm als Wundertäter lässt sich schließen, dass er nicht nur zu seinen Lebzeiten, sondern auch in den Jahrzehnten nach seinem Tod an den Stätten seiner Tätigkeit eine erhebliche Anzahl von Bewunderern hatte, die ihm übermenschliche Qualitäten zuschrieben. Die Anfänge der legendenhaften Überlieferung liegen aber im Dunkeln.
Zu den Wundern, die ihm zugeschrieben wurden, gehören die Wiederbelebung einer jungen, für tot gehaltenen Frau und außersinnliche Wahrnehmungen. So soll er im Jahr 96 in Ephesos die zeitgleich in Rom geschehene Ermordung des Kaisers Domitian miterlebt und geschildert haben. Diese Episode wird von Cassius Dio und Philostratos mitgeteilt, wohl auf der Basis mündlicher Überlieferung. Beide berichten, dass der Philosoph die Tat als Tyrannenmord begrüßt habe.
Philostratos erzählt, Apollonios habe die Epheser von einer Pestepidemie befreit, indem er die Jugendlichen der Stadt dazu gebracht habe, einen Bettler beim Standbild des Herakles zu steinigen. Nach Philostratos’ Schilderung handelte es sich um den Pestdämon, der die Gestalt eines Bettlers angenommen hatte und sich bei der Steinigung in einen löwengroßen Hund verwandelte; anschließend erlosch die Epidemie. Diese Episode ist in der Forschung als Beleg für ein pharmakós-Opfer, ein Menschenopfer im Rahmen eines Reinigungsrituals, herangezogen worden. Walter Burkert sieht darin ein spätes und „nahezu unritualisiert[es]“ Beispiel des pharmakós-Opfers. Die Legende scheint an einen realen Opferbrauch anzuknüpfen. Ein Zusammenhang eines Menschenopfers mit dem historischen Apollonios ist allerdings auszuschließen, da dieser den Quellen zufolge in erster Linie Pythagoreer war und die strikte Ablehnung aller blutigen Opfer zu den wichtigsten Grundsätzen des kaiserzeitlichen Neupythagoreismus gehörte.
Bei Philostratos ist ein wesentlicher Aspekt der übermenschlichen Natur des Apollonios seine innere und äußere Freiheit von jedem Zwang. Vor seiner Geburt erscheint seiner schwangeren Mutter der ägyptische Gott Proteus und verkündet ihr, sie werde ihn selbst – das heißt einen zweiten Proteus – gebären. Dazu weist Philostratos auf eine charakteristische Eigenschaft des Proteus hin: Dieser Gott ist wendig und versteht es, seine Gestalt immer wieder zu wechseln und sich jedem Zugriff zu entziehen. Überlegenheit über jede Fixierung ist auch ein Merkmal des Apollonios. Im Gefängnis, wo er sich mit Damis befindet, demonstriert er dem Schüler seine Macht: Er zieht seinen Fuß aus der Fessel, um Damis einen Beweis seiner Freiheit zu geben. Dann schiebt er den Fuß wieder hinein und tut so, als ob er stets gefesselt gewesen wäre. Philostratos betont, dass das Wunder ohne vorheriges Gebet und Opfer geschah, also nicht durch das Eingreifen einer Gottheit, sondern durch Apollonios’ eigene Macht bewirkt wurde.

#### Parallelen zum christlichen Jesusbild
In der von Philostratos verfassten Biographie fällt eine Reihe von Ähnlichkeiten mit der Darstellung des Lebens Jesu in den Evangelien auf, besonders hinsichtlich der Wunder (Geburtsgeschichte, Dämonenaustreibung, Totenerweckung, Himmelfahrt, Epiphanie des Verstorbenen). Ob das beabsichtigt war und somit von einem literarischen Abhängigkeitsverhältnis auszugehen ist, ist seit langer Zeit umstritten. In der neueren Forschung wird eine unmittelbare Beeinflussung überwiegend für unwahrscheinlich gehalten, doch sind gegenteilige Stimmen nicht verstummt. Falls ein direkter Zusammenhang besteht, waren die Parallelen ursprünglich wohl nicht im Sinne einer Rivalität mit dem Christentum gemeint.
Der Neutestamentler Rudolf Bultmann untersuchte in seiner Monographie Die Geschichte der synoptischen Tradition (1921) die Parallelen zwischen christlichen und paganen Wundererzählungen, wobei er unter anderem das Material aus der Vita Apollonii auswertete. Sein Anliegen war die Bestimmung des griechischen Einflusses auf die urchristlichen Wundergeschichten. Er kam zum Ergebnis, dass für die meisten neutestamentlichen Wundergeschichten ein griechischer Ursprung wahrscheinlich sei. Allerdings berücksichtigte er dabei kaum die späte Entstehung der Vita Apollonii und den unklaren Ursprung ihres Materials, dessen hohes Alter er als selbstverständlich voraussetzte. Die Datierungsfrage war für ihn nebensächlich, denn es ging ihm nicht um die Ermittlung bestimmter Abhängigkeitsverhältnisse, sondern um die Erfassung eines allgemeinen geistigen Milieus, das er als den Hintergrund der Hellenisierung des frühen Christentums herausarbeiten wollte.
Formgeschichtlich orientierte Forscher führen die Ähnlichkeiten der Apollonios-Legenden mit den Evangelien nicht auf ein direktes Abhängigkeitsverhältnis zurück, sondern auf ein bereits vorhandenes, von den Autoren gemeinsam genutztes Reservoir von Erzählmotiven. Solche Motive sind in unterschiedlichen literarischen, philosophischen, religiösen und volkstümlichen Überlieferungen fassbar. Wenn die Erzählung außergewöhnlicher Begebenheiten der Verherrlichung einer Gestalt dient, die von Anfang an als heldenhafte Verkörperung eines bestimmten Idealtyps präsentiert wird, spricht Marc Van Uytfanghe von einem „hagiographischen Diskurs“. Zu den Merkmalen dieser idealisierenden Darstellungsweise gehört die Schilderung von Taten, welche die Überlegenheit der Leitfigur veranschaulichen und ihr Leben als rundum gelungene Verwirklichung des jeweiligen Ideals erscheinen lassen, womit zugleich die Glaubwürdigkeit ihrer Lehre untermauert wird. Typisch ist dabei die statische Auffassung vom musterhaften Menschen: Seine Tugenden sind ihm von vornherein gegeben, eine Entwicklung findet nicht oder nur als Perfektionierung statt. Der hagiographische Diskurs ist paganen, jüdischen und christlichen Autoren gemeinsam. Van Uytfanghe weist darauf hin, dass „Motive und Erzählungen auch parallel zueinander […] an verschiedenen Orten und in unterschiedlichen Traditionen zirkulieren konnten“. Da nicht jede Übereinstimmung von Erzählmotiven ein Beweis für Imitation der einen Tradition durch die andere oder gar für ein literarisches Abhängigkeitsverhältnis ist, meint Van Uytfanghe, dass die Bedeutung der Prioritätsfrage überschätzt werde. Aus seiner Sicht kommt es nicht in erster Linie darauf an, wo ein bestimmtes Motiv erstmals belegt ist.
Die ältere Forschung war von der Sichtweise von Richard Reitzenstein und vor allem von den Ergebnissen von Ludwig Bieler geprägt. Es etablierte sich die Auffassung, der Typus des „göttlichen Mannes“ (theíos anḗr) sei das allgemeingültige Konzept gewesen, das als gemeinsamer Bewusstseinsinhalt damaliger Menschen die Grundlage der Rezeption von Figuren wie Apollonios und Christus gebildet habe. Das Konzept habe die Erwartungen des Lesepublikums bestimmt. Unter einem göttlichen Mann habe man sich einen mit übermenschlichen Fähigkeiten ausgerüsteten, weissagenden Wundertäter und Heilbringer vorgestellt. Der Ausdruck beziehe sich auf einen Wandermissionar, eine charismatische Leitfigur, die eine religiöse Botschaft verkündet und als Mittler zwischen dem göttlichen und dem menschlichen Bereich fungiert habe. Das klassische Beispiel für diesen Typus sei Apollonios. In der neueren Forschung hat sich vor allem Hans Dieter Betz diesen Ansatz zu eigen gemacht. Er nimmt eine Gesamtkonzeption des göttlichen Menschen als seit dem Hellenismus vorgegebenes Schema an. Das Schema sei in der Kaiserzeit für christliche ebenso wie für pagane Autoren maßgeblich gewesen. Die Evangelisten hätten es auf Christus angewendet, um sein Leben auf eine auch für pagane Leser verständliche Weise zu deuten. Wesentlich sei das Idealbild des göttlichen Menschen als Muster gewesen. Sowohl den christlichen als auch den paganen Erzählern sei es auf die Schilderung einer vorbildlichen Umsetzung dieses Ideals angekommen, nicht auf die historischen Einzelheiten des individuellen Lebens. Die biographischen Fakten habe man beim Erzählen so dargestellt und nötigenfalls umgestaltet, dass der Eindruck einer vollendeten Verwirklichung des Ideals erweckt worden sei.
Die Ergebnisse dieser Forschungsrichtung sind jedoch fundamentaler Kritik unterworfen worden. Kritiker bestreiten die Existenz eines einheitlichen Konzepts vom göttlichen Menschen innerhalb der paganen Literatur und die Annahme einer gemeinsamen Basis paganer und christlicher Gottmensch-Vorstellungen. „Göttlicher Mensch“ sei kein feststehender Begriff zur Bezeichnung einer bestimmten Klasse von Menschen gewesen.
Neueren Untersuchungen zufolge gab es zwar in der kaiserzeitlichen Literatur ein – wenngleich weder klar umrissenes noch einheitliches – Konzept des göttlichen Menschen, doch waren übermenschliche Fähigkeiten und Wundertaten kein Bestandteil dieses Konzepts. Auch wenn man an Wunder glaubte, machte man den Status des göttlichen Menschen nicht von ihnen abhängig. Philostratos bezeichnete Vorbilder wie Pythagoras und Apollonios wegen ihres Charakters und ihrer Lebensweise als „göttliche Menschen“, nicht wegen der wunderbaren Ereignisse in ihrem Leben. Somit trägt nach dieser Forschungsmeinung das Konzept des göttlichen Menschen zur Erklärung der auffälligen Übereinstimmungen zwischen der Vita Apollonii und den Evangelien nichts bei.

#### Angebliche Indienreise
Philostratos erzählt ausführlich von einer Indienreise des Apollonios, deren Schilderung er zweieinhalb der acht Bücher seines Werks widmet. Unterwegs soll Apollonios in Hierapolis Bambyke (nicht Ninive, wie fälschlich angenommen wurde) Damis begegnet sein, der sein Schüler und ständiger Begleiter wurde. Ein Indienaufenthalt wurde seit der hellenistischen Zeit auch Pythagoras, dem Vorbild des Apollonios, unterstellt. Der Gedanke, dort Weisheitsquellen zu suchen, lag somit für einen Neupythagoreer wie Apollonios nahe. Allerdings wird der Bericht des Philostratos wegen der Unglaubwürdigkeit einer Reihe von Einzelheiten in der Forschung mit größter Skepsis beurteilt. Teils wird er als frei erfunden und die ganze Reise als fiktiv eingeschätzt, teils wird festgestellt, dass eine wirkliche Reise als historischer Kern der legendenhaften Erzählung nicht auszuschließen sei.
1943 hat Vidhushekhara Bhattacharya auf Sanskrit-Texte hingewiesen, in denen Apollonios als „Apalūnya“ belegt sei. Daraufhin haben klassische Philologen vermutet, dass diese indischen Quellen von Philostratos abhängen und somit dessen Werk ins Sanskrit übersetzt wurde; man hat sogar eine eigenständige indische Apollonios-Überlieferung in Betracht gezogen, die ein Beweis für eine historische Indienreise wäre. Erst 1995 wurde nachgewiesen, dass es sich bei den betreffenden Stellen in den indischen Werken um Einschübe eines modernen Fälschers handelt, der im späten 19. Jahrhundert tätig war.

#### Streit um den Magievorwurf
Ein wichtiges Thema der antiken Beurteilung des Apollonios war die kontrovers erörterte Frage, ob er als Magier zu betrachten sei. Die Bezeichnung „Magier“ oder „Zauberer“ (góēs) war gewöhnlich negativ konnotiert und wurde in diesem Sinne von Kritikern des Apollonios verwendet. Daraus ergab sich für die Bewunderer des Tyaneers ein Problem: Einerseits hielten sie die ihm zugeschriebenen Wunder für echt, andererseits galt Zauberei als eines Philosophen unwürdig und das Vollbringen von Taten, die als Magie gedeutet werden konnten, war rechtfertigungsbedürftig.
Im 2. Jahrhundert übte Lukian von Samosata scharfe Kritik an der neupythagoreisch orientierten Strömung, die sich auf Apollonios berief. Er verfasste nach 180 ein Pamphlet, in dem er sich abfällig über Apollonios äußerte und dessen Schüler als Magier und Scharlatane darstellte.
Gegen die von Kritikern wie Lukian vorgetragene Sichtweise wandte sich Philostratos. Er betonte, Apollonios werde zwar von einigen für einen Zauberer gehalten, doch handle es sich dabei um Verleumdung. Der Neupythagoreer habe zwar über eine Weissagungsgabe verfügt, doch sei solches Vorherwissen kein Grund, ihn zu den Magiern zu zählen. Im Gegensatz zu den Magiern, die versuchten, das Schicksal durch gewaltsame Maßnahmen zu verändern, habe er nur verkündet, was die Götter ihm über die Zukunft offenbart hätten. Auf Ritualpraktiken habe er verzichtet und am Erlernen magischer Fertigkeiten sei er nicht interessiert gewesen. Er habe auch niemals Geld verlangt, die Magier hingegen seien geldgierig.
Der Geschichtsschreiber Cassius Dio bezeichnete Apollonios als Magier und Zauberer im abwertenden Sinne. Dabei war sein Anliegen, den ihm verhassten Kaiser Caracalla, der einen Apollonios-Kult betrieb, als Förderer von Scharlatanerie zu diskreditieren.

#### Apolloniosverehrung am Kaiserhof
Im Westen des Römischen Reiches war Apollonios bis zum frühen 3. Jahrhundert wenig bekannt. Erst Julia Domna, die selbst aus dem Osten stammte, brachte die legendenhafte Überlieferung in die Reichshauptstadt, indem sie Philostratos beauftragte, die Biographie zu schreiben, in der Apollonios als Weiser mit übernatürlichen Fähigkeiten verherrlicht wird. Julias Sohn Kaiser Caracalla (211–217) verehrte Apollonios kultisch und errichtete ihm ein Heiligtum. Dieses ist vermutlich mit dem von Philostratos bezeugten Apollonios-Heiligtum in Tyana zu identifizieren; Caracalla hielt sich im Jahr 215 auf dem Durchzug in der Heimatstadt des Neupythagoreers auf. Kaiser Severus Alexander (222–235), ein Großneffe Julia Domnas, soll in seinem Lararium ein Kultbild des Apollonios aufgestellt haben, doch ist die Glaubwürdigkeit dieser Nachricht einer spätantiken Quelle zweifelhaft.
Dem Kaiser Aurelian soll Apollonios im Jahr 272 in einer Vision erschienen sein, um ihn von der Zerstörung der Stadt Tyana abzuhalten.

#### Politisches und kulturelles Engagement
Ein wesentlicher Aspekt des von Philostratos propagierten Apolloniosbilds war das Eintreten des Weisen für seine politischen Überzeugungen. In den meisten philosophischen Traditionen der Antike, auch bei den Pythagoreern, galt politische Aktivität der Philosophen als erwünscht oder sogar als Erfüllung einer ethischen Pflicht. Man betrachtete die Beratung gutwilliger Herrscher als wichtige Aufgabe eines Philosophen. Zum Ideal des unerschrockenen, nur dem Gemeinwohl dienenden Philosophen gehörte auch das freimütige Auftreten gegenüber Tyrannen ungeachtet der damit verbundenen persönlichen Gefahr. Generell hatte ein Philosoph sein Wissen in den Dienst der Gesellschaft zu stellen. Dazu gehörte Konfliktschlichtung ebenso wie das Engagement für eine vernünftige Staats- und Gesellschaftsordnung und gegen Luxus und Verweichlichung. Diesen Erwartungen entsprach der Apollonios des Philostratos. Damit erwies er sich für das Lesepublikum als vorbildlicher Weiser im Sinne des herrschenden Weisheitsideals.
Bei Philostratos ergreift Apollonios politisch mit Entschiedenheit Partei. Er ist ein Freund der Kaiser Vespasian und Titus, die ihn verehren, ein mutiger Kritiker Neros und ein Gegner Domitians, dem er als Angeklagter furchtlos mit einer offenherzigen Verteidigungsrede entgegentritt. Kaiser Nerva versucht ihn als Ratgeber zu gewinnen.
Zu den Briefen, die Apollonios verfasst und erhalten haben soll, gehört auch eine – sicher frei erfundene – Korrespondenz mit Kaisern. Darin lobt Vespasian den Philosophen, wird aber von Apollonios heftig getadelt, da er die Griechen versklavt habe. Titus hingegen erhält wegen seiner Großmut das Lob des Apollonios. Zwei Briefe sind an Domitian gerichtet, der ermahnt wird, sich um Weisheit zu bemühen.
Kulturpolitisch soll sich Apollonios für die Pflege und Reinhaltung der griechischen Sprache und die Bewahrung der griechischen Sitten eingesetzt haben. Sowohl in der Vita Apollonii als auch in der von Philostratos unabhängigen Brieftradition erscheint er als Verteidiger des Griechentums. Bei Philostratos fordert er von den Römern Rücksicht auf die Belange der Griechen. Er meint, man könne von einem römischen Statthalter in Griechenland erwarten, dass er die griechische Sprache beherrsche und die Mentalität der Griechen verstehe. In einem der ihm zugeschriebenen Briefe wird die Sitte zeitgenössischer Griechen, römische Namen anzunehmen, als Verzicht auf die eigene ethnische Identität verurteilt. Die Briefe fanden auch unter stilistischem Aspekt Beachtung. Im 3. Jahrhundert urteilte der Sophist Philostratos von Lemnos, Apollonios und Dion Chrysostomos seien als Briefschreiber abgesehen von den alten Klassikern die besten Stilisten unter den Philosophen.

### Spätantike

#### Literarische Rezeption
Der aus Libyen oder Ägypten stammende Dichter Soterichos, der um 300 lebte, verfasste eine Lebensbeschreibung des Apollonios, die nur durch ihre Erwähnung in der Suda bekannt ist. Möglicherweise handelte es sich um eine Bearbeitung von Philostratos’ Werk in einem epischen Gedicht. Im Westen befasste sich im 4. Jahrhundert der gebildete Senator Virius Nicomachus Flavianus mit Philostratos; er hat die Apollonios-Vita aber wohl nicht, wie man früher glaubte, ins Lateinische übersetzt, sondern nur eine griechische Abschrift angefertigt. Erst im 5. Jahrhundert übersetzte Sidonius Apollinaris, ein christlicher Bewunderer des Apollonios, das Werk des Philostratos ins Lateinische. Dieser Übersetzung, die nicht erhalten ist, war keine erkennbare Nachwirkung beschieden.

#### Apollonios als umstrittene pagane Leitfigur
Zu Beginn des 4. Jahrhunderts wurde die Apollonios-Verehrung im Rahmen der damaligen staatlichen Bekämpfung des Christentums direkt für christenfeindliche Zwecke eingesetzt. 302/303 schrieb der Statthalter Sossianus Hierokles, der in der Christenverfolgung ab 303 eine maßgebliche Rolle spielte, ein Pamphlet, in dem er versuchte, Apollonios als eine Christus überlegene Persönlichkeit zu erweisen. Damit wollte er den Philosophen zur Leitgestalt für die Gegner der Christen machen, wobei er vom Apolloniosbild des Philostratos ausging. Er argumentierte unter anderem, es sei zwar angebracht, einen Wundertäter wie Apollonios für einen von den Göttern geliebten Menschen zu halten, doch sei es leichtfertig und unangemessen, den Menschen Christus als Gott zu bezeichnen, nur weil er Wunder vollbracht habe. Außerdem seien die Taten des Apollonios besser bezeugt als diejenigen Christi, denn seine Biographen seien im Gegensatz zu den unwissenden Aposteln gebildete, wahrheitsliebende Männer gewesen. Die antichristliche Kampfschrift führte zu heftigen Reaktionen der Kirchenväter Eusebius von Caesarea und Lactantius. Eusebius verfasste eine Gegenschrift, in der er Philostratos als Erfinder von Lügen angriff. Der historische Apollonios sei zwar möglicherweise ein weiser Mann gewesen, doch dürfe man ihn nicht legendenhaft überhöhen, sonst mache man aus einem Philosophen einen Zauberer, einen Esel im Löwenfell. Wenn man der Darstellung des Philostratos folge, könne man Apollonios nicht einmal für einen respektablen Philosophen halten. Die Initiative des Sossianus Hierokles führte zu einem starken Anstieg des Interesses an Apollonios im Rahmen des schweren, anhaltenden Konflikts um das Christentum.
Erst 1978 wurde ein Apollonios verherrlichendes Epigramm veröffentlicht. Es handelt sich um eine schwer datierbare, wohl am Ende des 3. oder im frühen 4. Jahrhundert angefertigte Inschrift auf einem marmornen Architravblock, der sich im Museum von Adana befindet. Der Block stammt wohl von einem Apollonios-Heiligtum. Hervorgehoben wird die Rolle des Apollonios als Heiler, dem eine himmlische Macht die Fähigkeit, die Menschen von Leiden zu erlösen, verliehen habe.
Das überschwängliche Lob, das der unbekannte Autor der Historia Augusta Apollonios spendete, lässt erkennen, wie wichtig der Neupythagoreer in den Kreisen dieses paganen Geschichtsschreibers als Vorbild nichtchristlicher Frömmigkeit war. In der Historia Augusta wird Apollonios als Weiser vorgestellt, der höchstes Ansehen genieße. Er sei nicht nur ein wahrer Freund der Götter, sondern auch selbst als göttliches Wesen zu verehren. Unter den Menschen sei niemand heiliger, verehrungswürdiger und göttlicher als er. Die letztere Behauptung war eine offene Herausforderung an die Christen. Der Geschichtsschreiber fügte hinzu, er beabsichtige selbst eine Darstellung der Taten des Apollonios zu verfassen, damit sie überall bekannt würden. Damit meinte er eine lateinische Schrift für das des Griechischen unkundige Lesepublikum im Westen des Reichs.
Der Geschichtsschreiber Ammianus Marcellinus meinte, Apollonios habe ebenso wie die berühmten Philosophen Pythagoras, Sokrates und Plotin sowie bedeutende Staatsmänner unter der Leitung eines Genius, eines persönlichen Schutzgeistes, gestanden und von ihm Belehrung empfangen. Jeder Mensch sei zu seinem Schutz mit einem solchen Genius verbunden, aber nur wenige besonders tugendhafte Persönlichkeiten seien dank der Reinheit ihrer Seelen in der Lage, ihre Genien wahrzunehmen und von ihnen unterwiesen zu werden.
Der Neuplatoniker Eunapios von Sardes († nach 414) hielt Apollonios für übermenschlich, er beschrieb ihn in seiner Sammlung von Philosophenbiographien als mittleres Wesen zwischen Gott und Mensch. In der „Tübinger Theosophie“, einem Auszug aus einer von einem spätantiken Christen angefertigten Sammlung paganer Texte, nennt das Orakel des Gottes Apollon drei Menschen, denen dank ihrer überragenden Lebenspraxis besondere Nähe zur Gottheit zuteilgeworden sei: Hermes Trismegistos, Moses und Apollonios.
Die Rolle des Apollonios als pagane Leitfigur führte zu teils heftiger Ablehnung seiner Person bei den Christen. Unter den christlichen Autoren war die Auffassung verbreitet, seine Wundertaten seien, soweit es sich nicht um reine Erfindungen handle, das Werk von Dämonen. Der Kirchenvater Augustinus argumentierte, es fehle an glaubwürdigen Zeugen für die Wunder. Der einflussreiche Prediger Johannes Chrysostomos stellte Apollonios als Schwindler dar, dessen Einfluss nur von regionaler Bedeutung gewesen sei und sich als vergänglich erwiesen habe. Im Gegensatz zu Christus habe Apollonios keine Kirche und keine Gläubigen hinterlassen. Der Kirchenvater Hieronymus äußerte sich zwar verächtlich über die Magie, die man nicht mit den Wundern Gottes vergleichen dürfe, brachte aber auch seinen Respekt vor dem Wissensdrang des „außergewöhnlichen Philosophen“ zum Ausdruck: Apollonios habe überall Gelegenheiten gefunden und genutzt, etwas Förderliches zu lernen und sich zu verbessern.

#### Talismane
In der Spätantike waren im Osten des Reichs Talismane, die angeblich Apollonios angefertigt hatte, als Schutzmittel gegen Naturgewalten, Krankheiten und Ungeziefer wie Stechmücken, Skorpione und Mäuse beliebt. Meist waren es steinerne oder metallene Tierfiguren oder Säulen, denen man eine starke apotropäische Wirkung zuschrieb. Wann die Verwendung solcher Talismane einsetzte, ist unbekannt. Auffällig ist, dass keine vor der Spätantike entstandene Quelle sie erwähnt; die früheste Erwähnung findet sich in der Kampfschrift des Eusebius von Caesarea gegen Hierokles.
Auch nach der vollständigen Christianisierung des Römischen Reichs blieb im Osten der Volksglaube an die helfende Macht der Talismane ungebrochen. Aus theologischer Sicht war dies ein ernstes Problem. Für kirchliche Autoren stellte sich die Frage, wie Gott es zulassen konnte, dass die Talismane des Heiden Apollonios eine wundertätige, heilsame Wirkung entfalteten und dadurch eine Verführung zum Heidentum darstellten. Verbreitet war die einfache Antwort, es handle sich um trügerische Zauberei, um verruchte und gottlose Hervorbringungen, deren Wirksamkeit auf der Macht von Dämonen beruhe. Diese Erklärung befriedigte aber nicht alle beunruhigten Gemüter. Im 5. Jahrhundert gab ein theologischer Schriftsteller – „Pseudo-Justin“, vermutlich Bischof Theodoret von Kyrrhos – in dem Werk Quaestiones et responsiones ad orthodoxos („Fragen und Antworten an die Rechtgläubigen“) eine differenziertere Erklärung. Er räumte ein, dass die Talismane tatsächlich die ihnen zugeschriebene Wirkkraft besäßen. Den Unterschied zwischen den Wundern Christi und denen des Apollonios sah er darin, dass Christus aufgrund seiner göttlichen Vollmacht als unumschränkter Herr der Schöpfung gehandelt habe, während Apollonios seine Taten nur dank seiner Kenntnis der Naturkräfte habe vollbringen können. Der Kirchenschriftsteller unterschied also zwischen einer übernatürlichen Wundertätigkeit Christi und einer nur im Rahmen von Naturgesetzen wirkenden Macht, über die Apollonios als Kenner der natürlichen Eigenschaften seiner Materialien verfügt habe. Es seien keine übermenschlichen Fähigkeiten des Apollonios, sondern nur besondere Eigenschaften der verwendeten Stoffe, die den Talismanen Wirksamkeit verliehen. Gott lasse dies zu, da es im Rahmen der Naturgesetze legitim sei und die Auswirkungen nur den Körper, nicht die Seele beträfen. Zu den Christen, welche die Talisman-Magie unbedenklich fanden, zählten auch Johannes Malalas und Hesychios von Milet. Der heute als „Pseudo-Nonnos“ bezeichnete unbekannte christliche Schriftsteller, der im frühen 6. Jahrhundert tätig war, hielt Apollonios zugute, er habe sich in guter Absicht an wohltätige Geister gewandt und die Talismane zu einem guten Zweck errichtet.
Einen anderen Gedankengang trug der spätantike Mönch und Kirchenvater Neilos (Nilus) von Ankyra in einem Brief vor. Er hielt die Frage nach der Wirksamkeit der Talismane für belanglos, da sie jedenfalls keinen himmlischen Segen enthielten und der Seele keinen Gewinn brächten. Für einen Menschen, der nach unvergänglichen Gütern trachte, sei das, was mittels der Talismane erlangt werden könne, nicht wertvoller als eine Handvoll Gerste.
Vermutlich in Kreisen spätantiker christlicher Gnostiker entstand das angeblich von Apollonios verfasste „Buch der Weisheit und des Verständnisses der Wirkungen“, das unter anderem Anweisungen zum Aufstellen von Talismanen enthält. Diese synkretistische Schrift verbindet paganes, jüdisches und christliches Gedankengut. Hier erscheint Apollonios als Kenner verborgener Naturkräfte und kosmischer Gesetze und als Wohltäter, der nach dem Willen Gottes für die Bedürfnisse der Menschen Talismane anfertigt. Ferner sagt er die Geburt Christi voraus; daraus ist ersichtlich, dass die Legenden teilweise in einem Milieu fortentwickelt wurden, in dem man keine klare Vorstellung von der zeitlichen Einordnung seines Lebens hatte.

### Mittelalter

#### Byzanz
Im Byzantinischen Reich blieb die Erinnerung an den Tyaneer lebendig. Im 9. Jahrhundert kritisierte Patriarch Photios I. von Konstantinopel, ein bedeutender Gelehrter und Kenner antiker Literatur, die Darstellung des Philostratos, dem er vorwarf, eine Sammlung von Unsinn angelegt zu haben. Man wusste noch von den Talismanen, und der Glaube an ihre wohltätige Wirkung dauerte fort. Bis ins 15. Jahrhundert befassten sich byzantinische Autoren mit der Apollonios zugeschriebenen Talisman-Magie. Für manche von ihnen waren die Talismane Teufelswerk, andere werteten sie positiv. Auch die Gegner zweifelten nicht an der Wirksamkeit. Nicht alle Talismane waren im Mittelalter verschwunden; einige, darunter ein bronzener Adler im Hippodrom von Konstantinopel, der eine Schlange in seinen Fängen hielt, waren noch zu Beginn des 13. Jahrhunderts vorhanden. Der Adler wurde von den Kreuzfahrern des Vierten Kreuzzugs, die 1204 Konstantinopel einnahmen, zerstört.

#### Islamische Welt und Christentum im Orient
Im arabischsprachigen Raum war die Gestalt des Apollonios im Mittelalter bekannt. Arabische Autoren nannten ihn Balīnūs oder auch Balīnās oder Abulūniyūs. Sie sahen in ihm den „Herrn der Talismane“ (ṣāḥib aṭ-ṭilasmāt) und schrieben ihm die Errichtung von Standbildern zu, die Städte magisch vor Unheil bewahrt hätten. In der arabischen okkultistischen Literatur spielte er als angeblicher Meister der Alchemie und Quelle von verborgenem Wissen eine wichtige Rolle. Er galt als Verfasser okkulter Schriften oder, wenn man diesen Schriften einen geheimnisvollen Ursprung zuschrieb, als deren Entdecker, Empfänger, Übermittler oder Übersetzer. Darunter waren Das große Buch der Talismane und Über die Mondtalismane. Ferner wurden in arabischen Aphorismensammlungen auch Apollonios zugeschriebene Weisheitssprüche überliefert. Die bekannteste und umfangreichste unter seinem Namen verbreitete Schrift war das im frühen 9. Jahrhundert verfasste Buch über das Geheimnis der Schöpfung (kitāb sirr al-ḫalīqa), eine umfassende naturphilosophische Erklärung der Beschaffenheit des Universums. Der damit verknüpften Legende zufolge hatte Balinus dieses Buch in Tyana in einer Höhle entdeckt.
Im Prolog des Buchs über das Geheimnis der Schöpfung wird Balinus als armes Waisenkind aus Tyana beschrieben, im Gegensatz zur Darstellung des Philostratos, der zufolge Apollonios aus einer Oberschichtfamilie stammte. In dieser arabischen Überlieferung ist der Tyaneer nicht wie in der antiken Tradition der Erbe der Weisheit des Pythagoras, sondern Besitzer hermetischen Wissens. Als Hermetiker erscheint Balinus auch bei zwei weiteren Autoren des 9. Jahrhunderts: Der Philosoph al-Kindī bezeichnete ihn als Schüler des Hermes Trismegistos, des mythischen Urhebers der Hermetik, und der persische Gelehrte Abū Maʿšar setzte ihn mit Asklepios gleich, der nach der antiken Tradition ein Sohn des Hermes Trismegistos war.
Balīnūs als Pseudo-Apollonios ist möglicherweise mit (Johannes) Paulinus (bzw. Pseudo-Johannes Paulinus) gleichzusetzen, der als Autor einer vor 1300 aus dem Arabischen ins Lateinische übersetzten Abhandlung über Wunderdrogen, die lateinisch den Titel Salus vitae erhielt, genannt wird. Das Werk wurde 1338 auch ins Hebräische übersetzt. Auf der Grundlage der lateinischen Version entstanden im 14. und 15. Jahrhundert mehrere deutsche Fassungen, für welche die Bezeichnungen Schlangenhauttraktat und Natternhemdtraktat geläufig sind. In deutscher Sprache war das Werk bis zum 17. Jahrhundert als medizinische Fachschrift verbreitet.
In der Syrisch-Orthodoxen Kirche herrschte die Auffassung, dass die Talismane Teufelswerk seien. Dieser Meinung war beispielsweise der namhafte Gelehrte Bar Hebraeus († 1286), der Apollonios als Rivalen Christi darstellte. In syrischer Sprache ist eine Apollonios zugeschriebene Rede über die Weisheit überliefert.

#### West- und Mitteleuropa
In West- und Mitteleuropa war im Mittelalter kaum Wissen über Apollonios vorhanden. Soweit man von ihm Kenntnis nahm, wurde er als Besitzer von Geheimwissen wahrgenommen. Die Rezeption beschränkte sich weitgehend auf okkultes und naturphilosophisches Schrifttum, das unter seinem Namen kursierte, aber nicht von dem historischen Apollonios stammt. Zu den okkulten Schriften gehören das Buch des Apollonius über die Hauptursachen der Dinge (Liber Apollonii de principalibus rerum causis) und die Goldenen Blüten des Apollonius (Apollonii flores aurei).
Das Werk Über die Geheimnisse der Natur (De secretis naturae) ist eine lateinische Übersetzung des arabischen Buchs über das Geheimnis der Schöpfung, die Hugo von Santalla im 12. Jahrhundert anfertigte. Hugo, ein vorzüglicher Kenner der antiken Literatur, erkannte, dass es sich bei der im arabischen Text als „Balinus der Weise, Herr der Talismane und Wundertäter“ bezeichneten Person um Apollonios von Tyana handelt.
Verschiedentlich wurde der Name Balinus in lateinischen okkultistischen Texten des Mittelalters verballhornt, wenn die Identität des Namensträgers mit Apollonios unbekannt war. Aus dem arabischen Balīnūs al-Ḥākim (Balinus der Weise) wurde lateinisch Galienus Alfachimus, und in der alchemistischen Schrift Turba philosophorum erscheint Balinus als Bonellus, Bonilis und Bodillus.

### Frühe Neuzeit

#### Humanistische Quellenrezeption
Im frühen 15. Jahrhundert gelangte Philostratos’ Werk in der griechischen Originalfassung erneut in den Westen. Es stieß auf großes Interesse und wurde 1473 von dem florentinischen Humanisten Alamanno Rinuccini ins Lateinische übersetzt. Schon zu Rinuccinis Lebzeiten waren viele Handschriften seiner Übersetzung verbreitet; nach seinem Tod kam 1501 in Bologna der erste Druck heraus. Es folgten elf weitere Drucke, der letzte erschien 1608. Der griechische Text wurde erstmals 1501 von Aldo Manuzio herausgegeben; der Edition war Rinuccinis Übersetzung beigefügt. Manuzio fügte seiner Ausgabe den Text von Eusebios’ Philostratos-Kritik hinzu, denn er betrachtete die Vita Apollonii, wie er im Widmungsbrief ausführte, als Gift, zu dem man ein Gegengift bereitstellen müsse. Spätere Herausgeber folgten seinem Vorbild. Drei italienische Übersetzungen wurden 1549 publiziert, eine französische 1599.
Die erste Ausgabe der Apollonios zugeschriebenen Briefe erschien 1498 in Venedig; der Herausgeber war Bartolomeo Pelusio (Bartholomaeus Iustinopolitanus). Marcus Musurus, der im folgenden Jahr die Briefe in einer Aldine herausbrachte, übernahm Bartolomeos Text.

#### Weltanschauliche Meinungsverschiedenheiten
Die Humanisten Marsilio Ficino (1433–1499) und Johannes Reuchlin (1455–1522) schätzten Apollonios. Reuchlin stellte ihn neben Sokrates und verglich seinen eigenen Kampf gegen Verleumder mit dem von Philostratos geschilderten unnachgiebigen Eintreten des antiken Philosophen für die Wahrheit. Gianfrancesco Pico della Mirandola († 1533) hingegen, der Neffe des berühmten Humanisten Giovanni Pico della Mirandola, kritisierte ihn scharf und ausführlich, da er in der Apollonios-Verehrung eine Bedrohung des alleinigen Wahrheitsanspruchs des christlichen Glaubens sah.
Generell dominierte vor dem Zeitalter der Aufklärung ein von der apolloniosfeindlichen christlichen Tradition geprägtes Bild, das auch noch im 18. Jahrhundert und bis in die Moderne zahlreiche eifrige Verfechter hatte. Vertreter dieser Einschätzung des antiken Philosophen waren beispielsweise Johannes Trithemius (1462–1516), Jean Bodin († 1596) und Cesare Baronio (1538–1607). Die Kritiker pflegten die Wunder entweder als Betrug oder als Beweis für Kollaboration mit dem Teufel darzustellen. 1646 veröffentlichte der Theologe Bartolomeo Tortoletti eine Schrift unter dem Titel Academia Tyanaea, in der er die christliche Apollonioskritik, wonach es sich um teuflischen Götzendienst handelte, mit der üblichen Heftigkeit breit darlegte. Der Bischof Antoine Godeau beschrieb Apollonios in seiner Kirchengeschichte, die ab 1653 in mehreren Auflagen erschien, als den größten Feind des Christentums in der gesamten Geschichte. Er identifizierte ihn mit dem in der Offenbarung des Johannes erwähnten „Engel des Abgrunds“, einer unheilvollen Gestalt, die der Offenbarung zufolge hebräisch Abaddon, griechisch „Apollyon“ („Verderber“) genannt wurde. Der Historiker Louis-Sébastien Le Nain de Tillemont schloss sich in seiner ab 1690 in mehreren Auflagen erschienenen Geschichte der Kaiser und anderen Fürsten der Auffassung Godeaus an.
Nicht nur aus kirchlicher Sicht, sondern auch aus kirchenkritischer Perspektive wurden wie schon in der Spätantike wiederum polemische Vergleiche mit Christus angestellt. Der Verteufelung des Tyaneers durch kirchlich orientierte Autoren traten ab dem späten 17. Jahrhundert Deisten und Aufklärer entgegen. Den Anfang machte der Deist Charles Blount. Er brachte 1680 eine kommentierte englische Übersetzung der ersten beiden Bücher von Philostratos’ Apollonios-Biographie heraus. Für Blount war Apollonios ein Repräsentant der natürlichen Religiosität und ihrer ethischen Grundsätze, die er dem Exklusivitätsanspruch der Offenbarungsreligionen entgegenstellte. Seine Philostratos-Übersetzung wurde 1693 von der Church of England scharf verurteilt.
Jean Castillon (Giovanni Salvemini da Castiglione), ein in Preußen lebender italienischer Mathematiker und Philosoph, veröffentlichte 1774 in Berlin eine französische Philostratos-Übersetzung samt dem Kommentar von Blounts englischer Übersetzung. Eine Einleitung dazu in Form eines ironischen Widmungsbriefs an Papst Clemens XIV. verfasste der preußische König Friedrich der Große unter dem Pseudonym Philalethes („Wahrheitsfreund“). Die Absicht des Königs entsprach seiner antiklerikalen Gesinnung; er rief zum Kampf gegen den Teufel und gegen den Glauben an die Wunder des Apollonios auf, um die katholische Apollonios-Kritik lächerlich zu machen, wobei er auf Tillemonts Stellungnahme Bezug nahm.
Voltaire äußerte sich mit Bewunderung über Apollonios, den er für einen bescheidenen, gerechten Philosophen und weisen Ratgeber hielt. Die Wunder seien ihm von enthusiastischen Schülern angedichtet worden.
Christoph Martin Wieland verarbeitete den Apollonios-Stoff in seiner novellenartigen Erzählung Agathodämon, die 1799 erschien. Eine Rahmenhandlung umgibt fiktive Dialoge des Apollonios, der als Greis einem Besucher sein Leben erzählt und seine Philosophie erklärt. Wielands Apollonios ist der „Agathodämon“ (gute Geist), ein menschenfreundlicher, idealistisch gesinnter Philosoph. Früher hat er eine intensive gesellschaftspolitische Aktivität entfaltet, um die Sitten im Römischen Reich zu verbessern, nun verbringt er seinen Lebensabend auf Kreta. Er ist kein Wundertäter, wird aber als solcher verehrt, da er sich gelegentlich als Magier inszeniert hat, um Einfluss auf das einfache Volk zu gewinnen. Er hat den Wunderglauben als erzieherisches Mittel nutzbar gemacht, von der Überlegung ausgehend, man solle nicht versuchen, den „großen Haufen“, der vernünftigen Erklärungen unzugänglich sei, voreilig aufzuklären. Vielmehr solle man die Liebe der Menschen zum Wunderbaren „zum Vorteil der guten Sache“ benutzen. Fiktion hält er für erlaubt, wenn sie dazu dient, unverständige Menschen zu ihrem eigenen Glück zu überlisten und sie zu belehren und zu bessern. Gleichwohl beurteilt Wielands Apollonios den Hang zum Glauben sehr negativ. Er sieht darin eine „allgemeine Schwachheit der Menschen“ und die Wurzel zahlreicher Übel, da der Glaube Vernunft und Sittlichkeit verdunkle und die menschliche Freiheit beeinträchtige.

#### Bildende Kunst
Der flämische Maler und Zeichner Jan van der Straet (1523–1605) fertigte zwölf Federzeichnungen zur Vita Apollonii an.
Im Jahr 1560 wurde im Kloster Agios Nikolaos auf der Insel des Sees von Ioannina in Epirus ein Wandfresko gemalt, das Apollonios in einer Gruppe von bedeutenden antiken Persönlichkeiten zeigt. Er trägt einen Turban, wohl wegen seiner legendären Verbindung mit dem Orient.
Im 17. Jahrhundert malte Pietro Liberi († 1687) eine Szene aus dem von Philostratos überlieferten Indienaufenthalt des Apollonios: Der griechische Philosoph begegnet dem weisen Brahmanen Iarchas. Das große, üppige Ölgemälde befindet sich heute im Schloss Weißenstein in Pommersfelden bei Bamberg.

### Moderne

#### Altertumswissenschaftliche und religionswissenschaftliche Forschung
Die moderne kulturhistorische und religionswissenschaftliche Forschung hat sich insbesondere mit der Legendenbildung und mit den Parallelen und Vergleichen zwischen Apollonios und Christus auseinandergesetzt. Ein Hauptthema sind die Merkmale der Idealgestalt des vorbildlichen „göttlichen Menschen“ in der literarischen Überlieferung. Zugleich hat eine intensive quellenkritische Auseinandersetzung mit der Darstellung des Philostratos stattgefunden.
Die Untersuchung des Verhältnisses der Apollonios-Legenden zum Neuen Testament erhielt einen wichtigen Impuls durch eine 1832 publizierte Abhandlung des Kirchenhistorikers und Neutestamentlers Ferdinand Christian Baur. Baur nahm an, dass Philostratos das Christusbild der Evangelien gekannt habe und dass er seinen Helden als Alternative zu Christus habe präsentieren wollen. Diese Hypothese fand zeitweilig Anklang. Sie wurde aber später von einer anderen Sichtweise abgelöst, der zufolge bei Texten dieser Art der Schluss von inhaltlichen Parallelen auf literarische Abhängigkeit voreilig ist. Allerdings plädierte Heinz-Günther Nesselrath 2016 dafür, die „Möglichkeit noch einmal aufzugreifen“, dass Philostratos beabsichtigte, auf Überlieferungen zu Christus zu reagieren. Eine detaillierte Begründung für diese Forderung gab Nesselrath im folgenden Jahr.
Großes Aufsehen erregte die 1913 von dem klassischen Philologen Eduard Norden vorgetragene Hypothese, eine Stelle in der Apostelgeschichte des Lukas im Neuen Testament, wo von einem Altar für den „unbekannten Gott“ in Athen die Rede ist, sei von der Apollonios-Tradition abhängig. In der Vita Apollonii nimmt Apollonios auf solche Altäre in Athen Bezug. Nordens Hypothese wurde intensiv diskutiert und schließlich verworfen.
Ein Meilenstein der Quellenkritik war die 1917 veröffentlichte Untersuchung von Eduard Meyer über den Quellenwert von Philostratos’ Darstellung, den Meyer niedrig veranschlagte. Meyer, der sich einer schon 1832 von Ferdinand Christian Baur und 1896 von Eduard Schwartz geäußerten Meinung anschloss, hielt Damis für eine von Philostratos frei erfundene Gestalt. Er betrachtete Apollonios als bloßen Magier ohne philosophische Kompetenz. Es folgten zahlreiche Arbeiten, die von der Frage nach dem historischen Apollonios ausgingen und auf die Unterscheidung von Legenden und Tatsachen abzielten.
Versuche, die Geschichtlichkeit des angeblichen Apollonios-Schülers Damis zu retten, unternahmen Fulvio Grosso, Ferdinando Lo Cascio, Bruce L. Taggart und – zurückhaltend – Graham Anderson. Ihre Auffassung wird aber in der heutigen Forschung fast einhellig abgelehnt.
In neuerer Zeit findet Meyers Ansicht viel Zustimmung. Nach einer verbreiteten Forschungsmeinung sind die angeblichen Aufzeichnungen des Damis als Fiktion zu betrachten, als literarisches Hilfsmittel des Philostratos. Dabei wird auf eine gängige Darstellungspraxis hingewiesen, bei der sich Biographie, Geschichtsschreibung und Fiktion vermischen. Für plausibel halten manche Forscher auch die Annahme Meyers, Philostratos habe den Kennern literarischer Technik unter seinen Lesern die Fiktionalität des „Tagebuchs des Damis“ signalisiert. Diese Deutung vertreten Ewen Bowie, Thomas Schirren und Verity Platt.
Aus philologischer Sicht ist die literarische Gestalt und die Zielsetzung von Philostratos’ Werk sowie dessen Verhältnis zur griechischen Romanliteratur untersucht worden.

#### Weltanschauliche Auseinandersetzungen
Wie schon in der Antike haben auch in der Moderne die Analogien zwischen Apollonios und Christus Stoff zu weltanschaulichen Konflikten geliefert. Gegner des Christentums nutzen die Übereinstimmungen zwischen den Berichten über die beiden antiken Lebenslehrer für ihre Bibelkritik, christliche Apologeten stellen die Unterschiede heraus.
Aus christentumskritischer Sicht wird auch in der Moderne, wie schon in der Frühen Neuzeit, die Einzigartigkeit Christi und die Glaubwürdigkeit der Schilderungen seiner Taten in den Evangelien bestritten. Dabei wird unter anderem auf die Apollonios-Legenden verwiesen. Die Argumentation lautet, die Wundererzählungen im Neuen Testament stammten aus einem allgemein verbreiteten Materialfundus, aus dem auch die Bewunderer des Apollonios geschöpft hätten, um ihren Helden zu verherrlichen. Analoge Erwartungen der jeweiligen Anhänger seien mit verblüffend ähnlichen Legenden bedient worden. So argumentiert beispielsweise Karlheinz Deschner.
Die Herausforderung durch die Apollonios-Überlieferung und deren christentumskritische Instrumentalisierung bewog den jungen John Henry Newman, den späteren Kardinal, zu einer heftigen Reaktion. Im Jahr 1826 veröffentlichte er einen polemischen Essay, in dem er sich mit den Apollonios zugeschriebenen Wundern auseinandersetzte und die ausschließliche Echtheit der vom biblischen Gott gewirkten Wunder verteidigte.
An die traditionelle christliche Apollonios-Kritik knüpfte am Ende des 20. Jahrhunderts der katholische Philosoph René Girard an. Er versuchte einen markanten Gegensatz zwischen Apollonios und Christus herauszuarbeiten. Den Ausgangspunkt seiner Überlegungen bildete seine neuartige Deutung der von Philostratos mitgeteilten Erzählung über die Seuche, von der Apollonios die Stadt Ephesos befreit haben soll. Nach Philostratos’ Darstellung wies der Philosoph die Ephesier an, den als Bettler getarnten dämonischen Urheber der Pest, ein Gespenst (phásma), zu beseitigen. Obwohl im Text der Quelle nur von einer in Ephesos grassierenden Krankheit (nósos) die Rede ist, fasste Girard die „Pest“ nicht als bakterielle Epidemie, sondern als soziale Krise auf. Er behauptete, Apollonios habe das archaische opferkultische Wissen eingesetzt, um die sozialen Spannungen in der Stadt durch einen einmütigen Lynchmord aufzulösen. Die dabei gezeigte Unmenschlichkeit des Pythagoreers kontrastiere mit der humanen Gesinnung Christi. Auf die mangelnde Glaubwürdigkeit des Philostratos hinsichtlich der historischen Gestalt des Apollonios ging Girard nicht ein.

#### Esoterische Strömungen
In der modernen Theosophie fand Apollonios als Weisheitslehrer Wertschätzung. Die führende Theosophin Helena Petrovna Blavatsky äußerte sich in ihren Werken „Isis entschleiert“ (Isis unveiled, 1877) und „Die Geheimlehre“ (The Secret Doctrine, 1888) über seine Rolle. Sie meinte, er habe seinen Zeitgenossen „dieselbe Höhe moralischer Wahrheiten“ wie Christus eingeprägt, aber den großen Fehler begangen, „sich zu eng mit den höheren Klassen der Gesellschaft zu verbinden“, statt sich wie Christus den Armen zuzuwenden. Der Theosoph George Robert Stowe Mead publizierte 1901 eine Monographie über Apollonios. Nach seiner Darstellung praktizierte und verkündete der antike Philosoph eine universale, auf Wissen über verborgene Zusammenhänge beruhende Religiosität. Diese sei den einzelnen historischen Religionen und Konfessionen übergeordnet.
Auch Rudolf Steiner, der Begründer der Anthroposophie, setzte sich mit Apollonios auseinander. 1921 stellte er in einem Vortrag fest, es bestünden bei Christus und Apollonios „eine größere Anzahl von Äußerlichkeiten im biographischen Element […], die eine Ähnlichkeit zeigen“. Dies sei aber nicht wesentlich, vielmehr seien „Apollonius von Tyana und der Christus Jesus die größten Gegensätze“. Apollonios habe nach einer ortsgebundenen irdischen Weisheit gesucht, Christus hingegen „ganz nur aus dem Überirdischen heraus“ gesprochen.

#### Belletristik und Musik
Gustave Flaubert ließ in seinem Roman Die Versuchung des heiligen Antonius (La Tentation de saint Antoine), dessen letzte Fassung er 1874 veröffentlichte, Apollonios und Damis unter den Gestalten auftreten, die den Eremiten Antonius in Versuchung führten.
Der tschechische Komponist Karel Boleslav Jirák schuf 1912/1913 die Oper Apollonius z Tyany (Apollonius von Tyana), die 1928 in Brünn uraufgeführt wurde. Das Libretto schrieb der Schriftsteller und Dichter Jiří Karásek ze Lvovic.
Der griechische Lyriker Konstantinos Kavafis schrieb über Apollonios, den er bewunderte, die Gedichte Falls er tatsächlich tot ist (1920 veröffentlicht) und Apollonios von Tyana auf Rhodos (1925 veröffentlicht).
Der US-amerikanische Dichter und Essayist Charles Olson schuf 1951 das „Tanzspiel“ Apollonius of Tyana.
In der esoterischen Belletristik wurde Apollonios 1948 zum Titelhelden eines Romans von Maria Schneider.

## Ausgaben und Übersetzungen von Quellen
- Christopher P. Jones (Hrsg.): Philostratus: Apollonius of Tyana. Letters of Apollonius, Ancient Testimonia, Eusebius’s Reply to Hierocles (= Loeb Classical Library 458). Harvard University Press, Cambridge (Massachusetts) 2006, ISBN 0-674-99617-8 (griechische Texte mit englischen Übersetzungen; Rezension)
- Vroni Mumprecht (Hrsg.): Philostratos: Das Leben des Apollonios von Tyana. De Gruyter, Berlin 2014 (Erstveröffentlichung 1983), ISBN 978-3-11-036115-5 (griechischer Text mit deutscher Übersetzung)
- Robert J. Penella (Hrsg.): The Letters of Apollonius of Tyana. A Critical Text with Prolegomena, Translation and Commentary. Brill, Leiden 1979, ISBN 90-04-05972-5.